# 498 v. Chr.
Portal Geschichte | Portal Biografien | Aktuelle Ereignisse | Jahreskalender | Tagesartikel

◄ |
6. Jahrhundert v. Chr. |
5. Jahrhundert v. Chr. |
4. Jahrhundert v. Chr. |
►

◄ | 510er v. Chr. | 500er v. Chr. | 490er v. Chr. | 480er v. Chr. |
470er v. Chr. |
►

◄◄ | ◄ | 501 v. Chr. | 500 v. Chr. | 499 v. Chr. | 498 v. Chr. |
497 v. Chr. |
496 v. Chr. |
495 v. Chr. |
► |
►►
Um das Jahr 498 v. Chr. wird die Römische Republik in den Ersten Latinerkrieg verwickelt. In Kleinasien geht in der Zwischenzeit der Ionische Aufstand gegen das Perserreich weiter.

## Ereignisse

### Römische Republik
Titus Larcius aus der gens larcia ist nach der Legende zum zweiten Mal Konsul der frühen Römischen Republik. Sein Kollege in diesem Jahr ist Quintus Cloelius Siculus. Aulus Postumius Albus Regillensis ist seit dem Vorjahr Diktator.
Um 498 v. Chr. gerät die Republik in einen Krieg mit dem aus etwa 30 Städten, Dörfern und Stämmen auf der Apenninen-Halbinsel bestehenden Bund latinischer Städte, bei dem es wahrscheinlich um die Vorherrschaft in der Stadt und der Region geht. Die Kriegshandlungen bestehen im Wesentlichen in gegenseitigen Raubzügen. Der eigentliche Anlass, der zum Ausbruch der offenen Feindseligkeiten führt, ist nicht überliefert. 

### Griechenland
Miltiades der Jüngere erobert im Zuge des Ionischen Aufstands gegen das Perserreich der Achämeniden die Insel Lemnos und bringt sie unter die Herrschaft Athens. In den folgenden Jahren verschwindet die lemnische Sprache und Griechisch wird vorherrschend. 

### Griechische Kolonien auf Sizilien

Städtegründungen auf Sizilien
griechische Siedlungen
karthagische Siedlungen
sonstige Siedlungen

Hippokrates tritt nach der Ermordung seines Bruders Kleandros nach einem kurzen Bürgerkrieg dessen Nachfolge als Tyrann von Gela auf Sizilien an. Er beginnt mit der Erweiterung des Heeres, vor allem der berittenen Truppen, wo er sowohl Griechen als auch Sikeler aufnimmt. In den folgenden Jahren unternimmt er mehrere Eroberungsfeldzüge in der Umgebung und erobert unter anderem Naxos, Zankle und Leontinoi, wo er ihm ergebene Tyrannen einsetzt. Die Eroberung von Syrakus erweist sich jedoch als undurchführbar.

### Makedonien
Alexander I., ein erklärter Gegner des persischen Reiches, wird nach dem Tod seines Vaters Amyntas I. um 498 König von Makedonien. Im gleichen Jahr wird der persische Adelige Bubares an den makedonischen Hof entsandt, um einen diplomatischen Konflikt beizulegen: Alexander war noch als Kronprinz verantwortlich für die Ermordung mehrerer Angehöriger einer persischen Delegation wenige Jahre zuvor. König Alexandros zeigt sich dem persischen Engagement entgegenkommend und verheiratet seine Schwester Gygaia mit Bubares.

### China

China in der Spätphase der Frühlings- und Herbstannalen

Während der Zeit der Frühlings- und Herbstannalen wird der Philosoph und bisherige Justizminister Konfuzius stellvertretender Kanzler im chinesischen Staat Lu.

## Gestorben
- Kleandros, Tyrann von Gela, ermordet

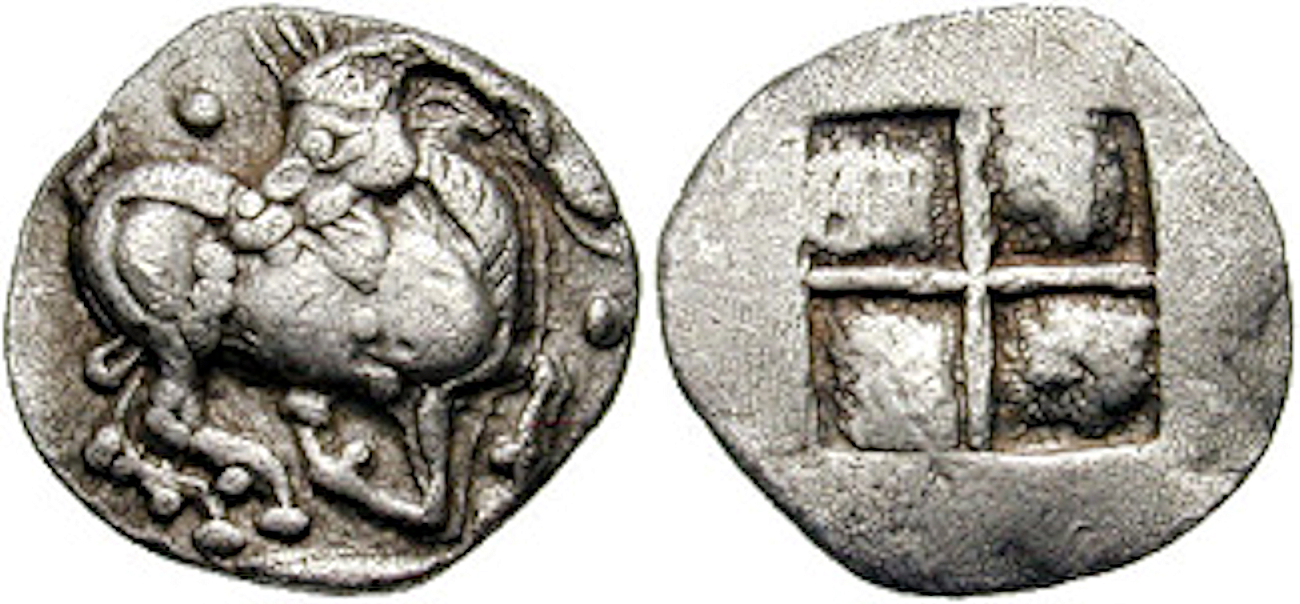
Münze des Amyntas

- 498/497 v. Chr.: Amyntas I., König von Makedonien